# Louis Patriarche
Louis Patriarche  (1872–1955) fue un escultor y grabador de medallas francés.
Una de sus obras es la escultura del Monumento a los muertos de Bastia, del año 1925.·
También es suyo el busto en bronce dorado del monumento en memoria de Sampiero Corso en Bastelica, Córcega. Es del año 1939.
Otra de sus esculturas es la de la lavandera, tallada en piedra. De ésta se hicieron series en bronce en escala reducida.
Es autor de numerosas medallas y placas. En el Cementerio del Père-Lachaise de París es autor del retrato ,enmarcado con laureles, de Jules Claretie (1840-1913) que adorna su tumba.